# Геккель, Эрнст Генрих
Эрнст Ге́нрих Фи́липп А́угуст Ге́ккель (нем. Ernst Heinrich Philipp August Haeckel; 16 февраля 1834, Потсдам — 9 августа 1919, Йена) — немецкий естествоиспытатель и философ. Автор терминов «питекантроп», «филогенез», «онтогенез» и «метазоа»; также ему часто приписывается авторство термина «экология». Четырёхкратный номинант на Нобелевскую премию по физиологии и медицине.
Эволюционный расист, ученик и последователь британского натурфилософа и эволюциониста Чарлза Дарвина, Геккель рассматривал «европеоидную расу» как «арийцев», а другие «расы» — как произошедшие от других биологических видов. Находился под влиянием немецкого романтизма и движения «фёлькише», оказав значительное влияние на идеологию нацизма — именно из-за идей Геккеля Немецкая рабочая партия была переименована в НСДАП с идеологией «социального дарвинизма» во главе.

## Путь в науке
В молодости, начиная с 1852 года, изучал медицину и естествознание в Берлинском, Вюрцбургском и Венском университетах. В 1858 году сдал экзамен и получил диплом врача, хотя медицинской практикой позже он никогда не занимался. В это время более всего его интересуют исследования живой природы, в первую очередь зоология и сравнительная микроскопическая анатомия. В 1859 году Геккель участвовал в научной экспедиции в Италию, во время которой во Флоренции он приобрёл мощный микроскоп в мастерской известного натуралиста и оптика Амичи. Во время итальянской поездки Геккель знакомится с Германом Аллмерсом, чьи взгляды произвели на Геккеля неизгладимое впечатление. Этим же летом он пишет в письме:
|  |  |  | Благодаря ему, мой собственный интерес к рисованию возродился. В значительной степени я должен благодарить его за то что мне удалось сделать всё в два раза проще и точнее. Я не успокоился, пока все пейзажи, которые стали так любимы мной, не были зарисованы в моём альбоме. Действительно, в Мессине, в конце нашего совместного путешествия, под его влиянием, я был готов отказаться от естественных наук и стать пейзажистом. |
|  |  |  | |

Вскоре Геккель занялся изучением морского планктона в Мессинском проливе. Исследования велись в течение шести месяцев с помощью нового микроскопа. В результате было обнаружено 120 новых видов радиолярий. Данное направление исследований стало для него одним из основных до конца жизни.
Во времена Геккеля было известно несколько сотен видов радиолярий, в современной науке известно более 5000.
Эрнст Геккель представил доклад по теме радиолярий в 1860 году, на тридцать пятом съезде Общества немецких естествоиспытателей и врачей. В 1862 году, в возрасте двадцати восьми лет, Геккель был назначен адъюнкт-профессором, позже приват-доцентом в университете Йены.
С 1865 по 1909 годы Геккель был профессором Йенского университета.
Сильнейшее воздействие на Геккеля оказали дарвиновские идеи. В 1863 году он выступил с публичной речью о дарвинизме на заседании Немецкого научного общества, а в 1866 году вышла его книга «Общая морфология организмов» («Generelle Morphologie der Organismen»). Спустя два года появилась «Естественная история миротворения» («Natürliche Schöpfungsgeschichte»; русский перевод 1914 года), где развиваемый им эволюционный подход излагался в более популярной форме, а в 1874 году Геккель опубликовал работу «Антропогения», или «История развития человека» («Anthropogenie», или «Entwickelungsgeschichte des Menschen»; русский перевод 1919 года) — первое в истории всестороннее исследование, в котором обсуждались проблемы эволюции человека.

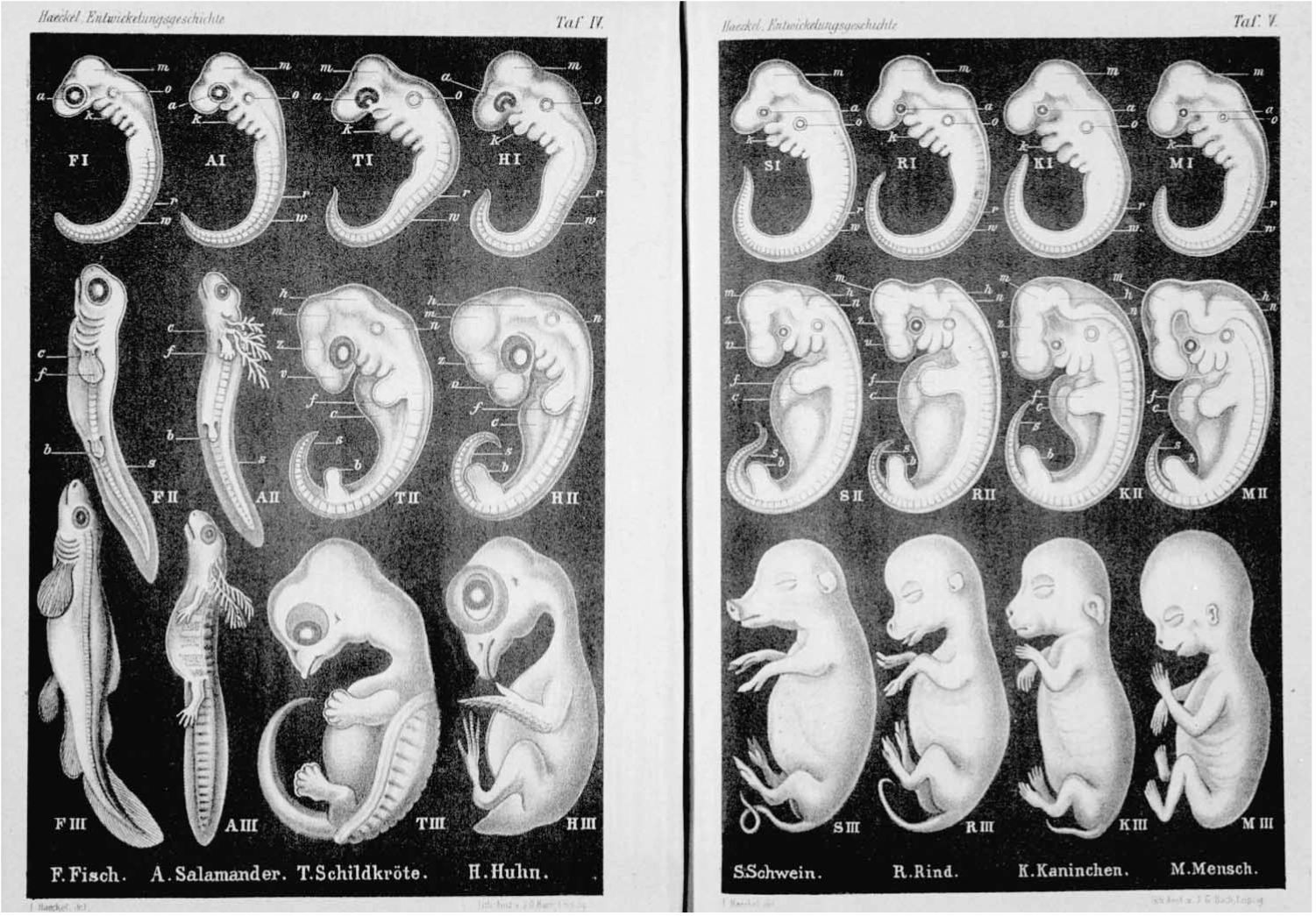
Зародыши по Геккелю

Геккель разработал теорию происхождения многоклеточных (так называемая теория гастреи) (1866), сформулировал биогенетический закон, согласно которому в индивидуальном развитии организма как бы воспроизводятся основные этапы его эволюции, построил первое генеалогическое древо животного царства.
Теория гастреи принесла ему известность и признавалась большинством учёных до сравнительно недавнего времени. В настоящее время эволюционисты, наряду с теорией гаструлы, рассматривают как хорошо обоснованную теорию фагоцителлы, предложенную И. И. Мечниковым в 1879—1886 годах, а также теорию синзооспоры и первичной седентарности многоклеточных, разработанную А. А. Захваткиным, и другие.

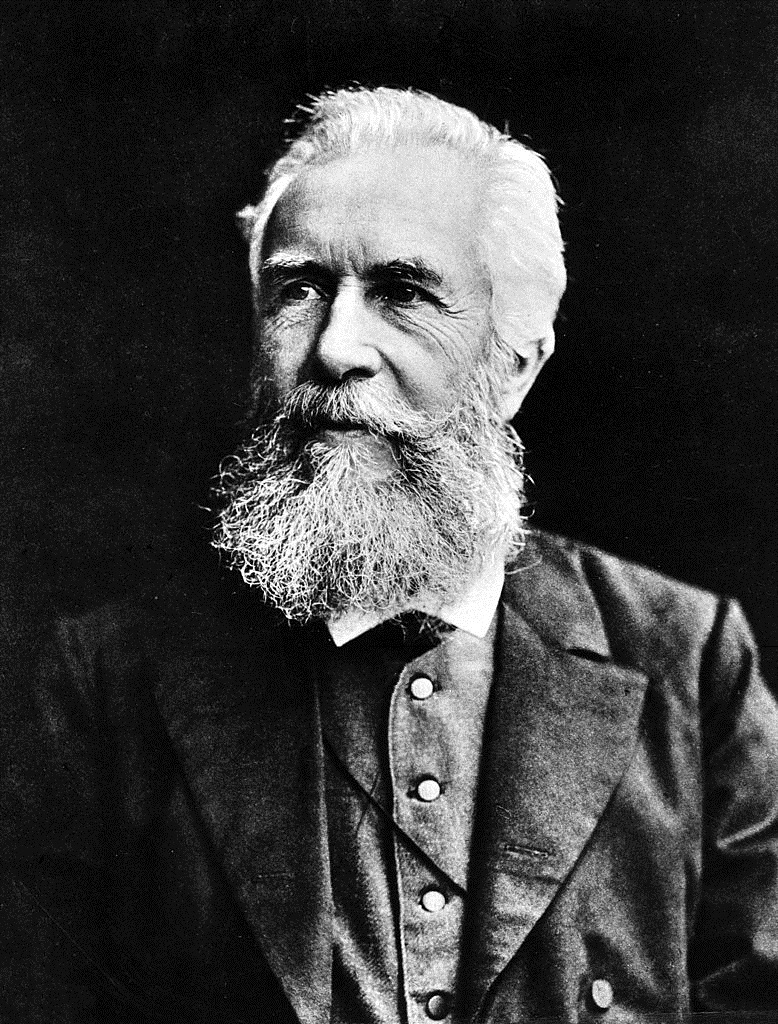
Эрнст Геккель

Для зоологических исследований предпринимал поездки на Гельголанд и в Ниццу, работал в Неаполе и Мессине. Путешествовал в Лиссабон, на Мадейру, Тенерифе, Гибралтар, в Норвегию, Сирию и Египет, на Корсику, Сардинию и Цейлон. Геккель был одним из первых германских зоологов, поддержавших теорию Дарвина. Опираясь на эту теорию и на данные эмбриологии, Геккель сделал попытку дать рациональную систему животного царства, основанную на филогенезе животных. Особенное внимание обратил Геккель на важное значение истории развития индивидуального, или онтогения, для вопроса о происхождении самого вида или его филогении. Исходной точкой для взглядов Геккеля послужила стадия эмбрионального развития, названная Геккелем гаструлой. Геккель полагал, что эта стадия повторяет собой общего прародителя всех животных. Этого предполагаемого прародителя Геккель назвал гастреей и старался объяснить, каким образом из неё развились различные типы животного царства. Учение о гастрее позднее было признано ошибочным.
Геккель представил генеалогию растительного царства, начиная от самых простейших форм, протистов, до сростнолепестных, считаемых за самые развитые и совершенные формы. В 1894—1896 годах публикует монографии по радиоляриям, глубоководным медузам, сифонофорам, глубоководным рыбам-удильщикам, а также свой последний систематический труд — внушительную «Систематическую филогению» («Systematische Philogenie»; русский перевод 1899 года). В 1874 году разделил животных на многоклеточных метазоа (теперь синоним Animalia) и простейших, которые больше не считались животными.

## Критика некоторых работ Геккеля
Широко известны рисунки Геккеля, использованные им во многих работах, в том числе в Anthropogenie oder Entwickelungsgeschichte des Menschen (1874, Engelmann, Leipzig). Эти рисунки иллюстрируют Биогенетический закон, сформулированный Мюллером в 1864 году и затем переформулированный Геккелем в 1866 году в виде «Онтогенез есть рекапитуляция филогенеза». На данных рисунках изображены зародыши восьми видов позвоночных на ранних стадиях развития. Иллюстрации подтверждают тезис о том, что развитие зародыша повторяет стадии развития предков.
В 1997 году в журнале Anatomy and Embryology была опубликована статья, в которой группа исследователей, изучив подробно рисунки Геккеля и сопоставив их с современными фотографиями эмбрионов тех же животных на тех же стадиях развития, пришла к выводу о том, что рисунки Геккеля не содержат многих важных деталей. В обзоре по материалам этой статьи в журнале «Science» рисунки Геккеля были названы фальсифицированными.
В 2003 году в журнале «Biology & Philosophy» была опубликована статья, в которой вышеуказанная работа 1997 года в Anatomy and Embryology охарактеризована как основанная на фотографиях, вводящих в заблуждение (англ. founded on highly misleading photography). При удалении посторонних элементов, приведения изображений к единому масштабу и ориентации отличие рисунков Геккеля от фотографий эмбрионов оказываются не такими существенными. В работе Josiah Batten приводится цитата Геккеля, в которой последний указывает на тот факт, что большая часть рисунков и схем, используемых при обучении, содержат ошибки.
В 2000 году в журнале Natural History была опубликована статья, в которой Стивен Джей Гулд утверждал, что Геккель «преувеличивал сходства с помощью идеализации и упущения». Гулд был уверен, что рисунки Геккеля неточны и фальсифицированы.

## Философские взгляды
После 1891 года Геккель целиком уходит в разработку философских аспектов эволюционной теории. Он становится страстным апологетом «монизма» — научно-философской теории, призванной заменить религию, а в 1906 году основывает «Союз монистов» (Deutscher Monistenbund) для продвижения своих религиозных и политических убеждений (в его составе был и Вильгельм Фридрих Оствальд). Впрочем, он включал и лиц с иными взглядами, в том числе либеральными и левыми.
Как защитник полигенетической теории происхождения различных человеческих рас не только в разных местах, но и от разных предков (которую он развил не без влияния идей лингвиста Августа Шлейхера) он стал теоретиком «научного расизма» и резко разошёлся со своим бывшим ассистентом Николаем Миклухо-Маклаем, сторонником равенства рас. Геккель отвергал дарвиновское учение об Африке как прародине человечества и искал её в Азии: он считал, что люди тесно связаны с приматами Юго-Восточной Азии и местом, где развивались первые люди, был Индостан (Индийский субконтинент), а затем даже начал включать в свои построения «потерянный континент Лемурия».
При этом Эрнст Геккель длительное время поддерживал пацифистские идеи и антивоенное движение Берты фон Зуттнер. В 1913 году он с французской социалисткой Генриеттой Мейер основал Франко-немецкий институт примирения (L’Institut Franco-Allemand de la Réconciliation). В печатном органе этого института, в редакционной статье под названием «Разум и война» Геккель осудил гонку вооружений и национальный шовинизм, поразивший Германию, Францию и Великобританию. Считается, что Геккель был первым, кто использовал термин «мировая война» уже вскоре после её начала — газета «Indianapolis Star» цитировала его заявление уже 20 сентября 1914 года. Впрочем, он и сам поддался националистической истерии, и его имя появилось в числе подписавших «манифест девяноста трёх».
В своей «Онтологии и филогенезе» палеонтолог Стивен Джей Гулд писал: «Эволюционный расизм [Геккеля], его призывы к немецкому народу о расовой чистоте и непоколебимой преданности „справедливому“ государству, его убеждение о том, что жёсткие, неумолимые законы эволюции в равной степени управляют человеческой цивилизацией и природой, приписывая привилегированным расам право господствовать над остальными… всё это способствовало росту нацизма».
Взгляды Геккеля выражены в книге «Мировые загадки» (нем. Die Welträthsel. Gemeinverständliche Studien über monistische Philosophie, Штутгарт, 1899) и в написанной в качестве дополнения к ней книге «Чудеса жизни» (нем. Die Lebenswunder. Gemeinverständliche Studien über biologische Philosophie. Ergänzungsband zu dem Buche über die Welträthsel, Штутгарт, 1904). Книга «Мировые загадки» вошла в число популярных естественно-научных произведений и неоднократно переиздавалась во многих странах мира. В России книга была впервые переведена и опубликована в 1906 году. Оценивая роль изложенных в книге взглядов Э. Геккеля в контексте значения борьбы материализма с идеализмом и агностицизмом, В. И. Ленин писал в 1908 году в работе «Материализм и эмпириокритицизм»: «Сотни тысяч экземпляров книги, переведённой тотчас же на все языки, выходившей в специально дешёвых изданиях, показали воочию, что книга эта „пошла в народ“, что имеются массы читателей, которых сразу привлёк на свою сторону Э. Геккель. Популярная книжечка сделалась орудием классовой борьбы». Впрочем, Ленин тут же ссылается на слова Франца Меринга об ограниченности материализма Геккеля: тот «понятия не имеет об историческом материализме, договариваясь до целого ряда вопиющих нелепостей и насчёт политики, и насчёт „монистической религии“».

### Влияние идей Геккеля на нацизм
Политические убеждения Геккеля сложились под влиянием его близости к немецкому романтическому движению в сочетании с его принятием некой формы ламаркизма. Не будучи строгим дарвинистом, он считал, что характеристики организма приобретаются в результате взаимодействия с окружающей средой и что онтогенез отражает филогенез. Он считал, что социальные науки (как и политика) являются частными случаями «прикладной биологии», и эта фраза использовалась нацистской пропагандой, равно как и популяризация им расистской версии социал-дарвинизма. Широко известен тот факт, что Геккель в работе по эволюционной теории сам поставил евреев на одном уровне с немцами и другими представителями «европеоидной расы», что явным образом говорит о том, что он не был сторонником расового антисемитизма. Тем не менее, среди критиков теории эволюции Дарвина широко распространено мнение о том, что Геккель зародил нацизм. В 1971 году Дэниел Гасмен утверждал, что Геккель заложил основы для нацистской идеологии задолго до её появления и обеспечил научное обоснование для идей нацизма. Гасмен заявлял, что для Геккеля «евреи были первоначальным источником упадка и болезненности современного мира и что он стремился добиться их немедленного исключения из современной жизни и общества». В дальнейшем утверждение Гасмена поддержал Стивен Джей Гулд, заявляя, что наибольшее влияние Геккель оказал не на биологию, а на идеологию нацизма, поскольку был эволюционным расистом и призывал к «расовой чистоте» немецкого народа и в сочетании с любовью немцев к науке способствовал подъёму нацизма как идеологии. В дальнейшем разные учёные пытались отождествить взгляды Гитлера и Дарвина, связав идеолога нацизма с дарвинизмом. Он же находился под значительным влиянием немецкого движения «фёлькише» и рассматривал европеоидную расу как «арийцев», а остальные расы — в рамках концепции полигенизма — как другие биологические виды, гораздо более биологически близкие к другим млекопитающим, а не к людям. В связи с этими факторами признаётся, что Геккель оказал существенное влияние на идеологию нацизма, которая превратилась в «прикладную биологию» и целиком выходила из дарвинизма Геккеля и его понимания нацистскими идеологами. Сама же личность учёного из-за этого факта не раз становилась объектом исследований не только историков биологии и философии, но и политологов, которые стремились разобраться, был ли Геккель антисемитом и каков его реальный вклад в идеологию нацизма.

## Признание

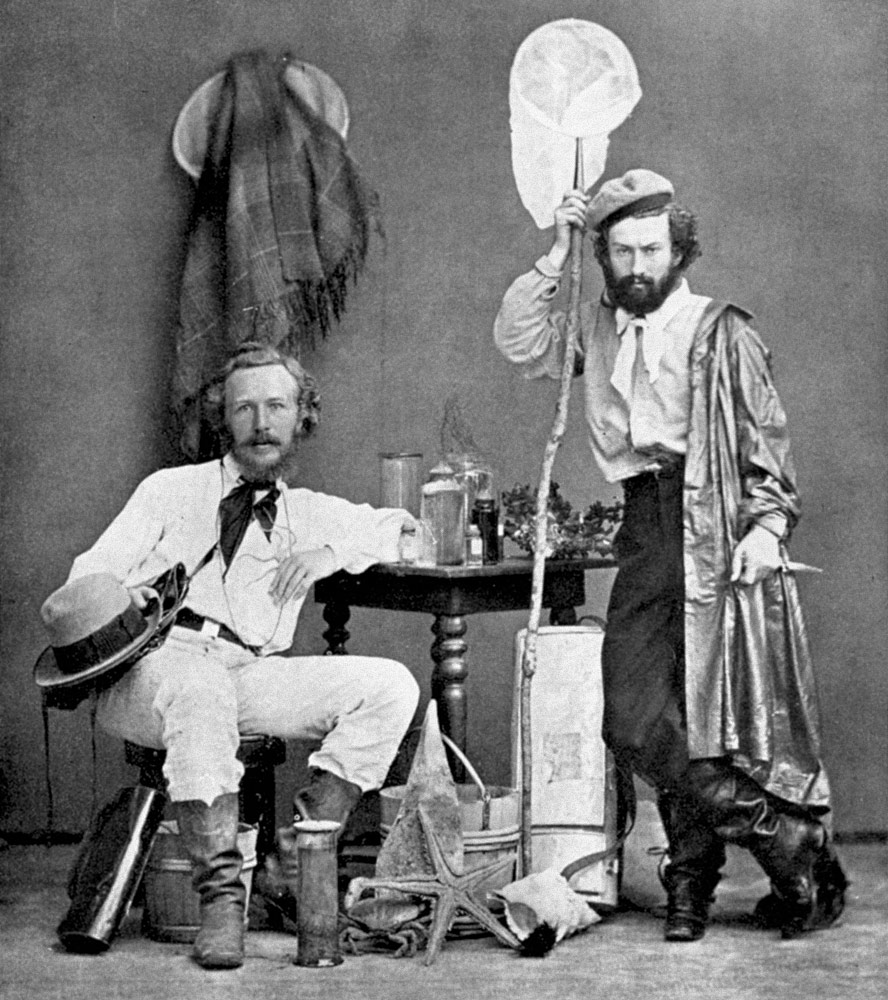
Эрнст Геккель (слева) со своим ассистентом Николаем Миклухо-Маклаем на Канарских островах. Декабрь 1866 года

- В 1864 году получил Медаль Котениуса.
- В 1894 году награждён почётной Медалью Карла Линнея за продолжение линнеевских традиций в современной биологии.
- В 1900 году — Медалью Дарвина.

### Растения, названные в честь Геккеля
- Aptenia haeckeliana (A.Berger) Bittrich ex Gerbaulet
- Cousinia haeckeliae Bornm.
- Eugenia haeckeliana Trimen
- Gagea × haeckelii C.W.Dufft & M.Schulze
- Huperzia haeckelii (Herter) Holub
- Mesembryanthemum haeckelianum A.Berger
- Peratetracoilanthus haeckelianus (N.E.Br.) Rappa & Camarrone
- Platythyra haeckeliana N.E.Br.

### Основные переводы на русский язык
- «Учение о развитии организмов» («Природа», 1876)
- «О развитии организмов» («Природа», 1877)
- «Клеточные души и душевные клетки» (Киев, 1880)
- «Красота форм в природе» (СПб., Книгоиздательское товарищество «Просвещение», 1896)
- «Натуралист под тропиками. Извлечение из Indische Reisebriefe» (Под редакцией проф. К. Тимирязева. Серия: Научно-популярная библиотека «Русской мысли», вып. XI. — М., Типо-литография Т-ва И. Н. Кушнерев и Ко, 1899)
- «Современные знания о филогенетическом развитии человека. Доклад на Четвёртом международном конгрессе зоологов в Кембридже, 26 августа 1898 года» (СПб., Издание А. Ермолаевой, 1899)
- «Мировые загадки» (М., Издание товарищества Бр. А. и И. Гранат и Ко, 1906)
- «Бог в природе» (СПб., 1906)
- I. Монизм как связь между религией и наукой; II. Союз монистов: Вероисповедание естествоиспытателя: Положения для орг. монизма / [Пер. с нем. Л. И. Пенержи] = [Пер. с нем. Е. Р.]; Эрнст Геккель, проф. Иен. ун-та. — Лейпциг; Санкт-Петербург: «Мысль», А. Миллер, 1907
- «Борьба за свободу мысли. Лекции о происхождении человека» (С.-Петербург, Вестник знания, 1907)
- «Естественная история миротворения. В двух книгах» (СПб., Книгоиздательство «Мысль», 1908)
- «Борьба за эволюционную идею.: Три лекции, читанные 14, 16 и 19 апреля (нов. ст.) 1905 года в зале Певческой академии в Берлине» (СПб., Екатерингофское печатное дело, 1909)
- «Мировоззрение Дарвина и Ламарка. Речь, произнесённая 12 февраля 1909 года на торжественном собрании в Йенском народном доме по поводу столетнего юбилея Чарльза Дарвина» (СПб., 1909)
- «Лекции по естествознания и философии» (СПб., Издание «Вестника знания» (В. В. Битнера), 1913)
- «Происхождение человека. Речь, произнесённая на международном конгрессе в Кембридже» (Петроград, Госиздат, 1919).

### Современные издания на русском языке
- Геккель, Эрнст. Красота форм в природе. — СПб.: Издательство Вернера Регена, 2007. — 144 с. — ISBN 5-903070-08-6.
- Геккель, Эрнст. Красота форм в морских глубинах: Атлас радиолярий 1862 года /Введение Олафа Брайдбаха. — СПб.: Издательство Вернера Регена, 2009. — 116 с. — ISBN 978-5-903070-21-3.
- Геккель, Эрнст. Мировые загадки. Общедоступные очерки монистической философии. — М.: Либроком, 2012. — 256 с. — ISBN 978-5-397-02200-2.